# Hayate Sugii
Hayate Sugii (杉井 颯 Sugii Hayate?, Chiba, 17 de mayo de 2000) es un futbolista japonés que juega como defensa en el Kagoshima United FC de la J3 League.

## Trayectoria
En 2019 se unió al Kashiwa Reysol de la J2 League.

## Clubes
| Club                      | País  | Año       |
| ------------------------- | ----- | --------- |
| Kashiwa Reysol            | Japón | 2019-2021 |
| Zweigen Kanazawa (cedido) | Japón | 2020      |
| Gainare Tottori (cedido)  | Japón | 2021      |
| A. C. Nagano Parceiro     | Japón | 2022-2024 |
| Kagoshima United FC       | Japón | 2025-     |